# Göta Klintberg
Edith Göta Margareta Klintberg, född Söderström 17 juni 1875 i Stockholm, död där 9 juli 1968, var en svensk skådespelerska.
Klintberg var från 1899 gift med skådespelaren och regissören Gunnar Klintberg. Hon filmdebuterade 1919 i Robert Dinesens Jefthas dotter, och hon kom att medverka i tre filmer.
Makarna Klintberg är begravda på Norra begravningsplatsen utanför Stockholm.

## Filmografi
Enligt Svensk Filmdatabas:
- 1919 – Jefthas dotter – Marika, Erkkis hustru
- 1921 – Fru Mariannes friare
- 1921 – Elisabet – fru Bengtsson

## Teater

### Roller (ej komplett)
| År   | Roll                | Produktion                               | Regi             | Teater                                    |
| ---- | ------------------- | ---------------------------------------- | ---------------- | ----------------------------------------- |
| 1905 | Margit              | En kvinnostrid Ernst Fastbom             |                  | Södra Teatern                             |
| 1906 | Fru Gorst           | Spindelväven Thore Blanche               |                  | Vasateatern                               |
| 1908 | Hermione            | En vintersaga William Shakespeare        |                  | Svenska teatern, Stockholm                |
| 1908 | Grace Ritherford    | Simson Henry Bernstein                   |                  | Svenska teatern, Stockholm                |
| 1910 |                     | Högre politik Richard Skowronnek         |                  | Svenska teatern, Stockholm                |
| 1910 |                     | Konserten Hermann Bahr                   |                  | Svenska teatern, Stockholm                |
| 1911 |                     | Kärlekens ögon Johan Bojer               |                  | Svenska teatern, Stockholm                |
| 1911 |                     | En hustru för mycket Francis de Croisset | Gunnar Klintberg | Svenska teatern, Stockholm                |
| 1911 | Louise Mans         | Den starkaste Clyde Fitch                | Gunnar Klintberg | Svenska teatern, Stockholm                |
| 1912 |                     | De fem frankfurtarna Carl Rössler        |                  | Svenska teatern, Stockholm                |
| 1914 | Svanevits moder     | Svanevit August Strindberg               | Victor Castegren | Svenska teatern, Stockholm                |
| 1915 | Feen                | Lycko-Pers resa August Strindberg        | Gunnar Klintberg | Svenska teatern, Stockholm                |
| 1917 | Else                | Pärlhalsbandet Lothar Schmidt            | Gunnar Klintberg | Vasateatern (gästspel av Svenska teatern) |
| 1921 |                     | Äkta makar Peter Egge                    | Torsten Hammarén | Svenska teatern, Stockholm                |
| 1924 | Else                | Pärlhalsbandet Lothar Schmidt            | Gunnar Klintberg | Svenska teatern, Stockholm                |
| 1925 | Pauline Parisot     | Brinnande jord François de Curel         | Gunnar Klintberg | Vasateatern                               |
| 1925 | Frälsningsofficeren | Det stora barndopet Oskar Braaten        | Pauline Brunius  | Vasateatern                               |